# 쑤쥔허
쑤쥔허(중국어 간체자: 苏袀禾, 병음: Sū Jūnhé, 한자음: 소균화, 1993년 7월 25일 ~ )은 중화민국 출신 중국의 배우이자 가수이다.